# برتی دنیر (بازیکن فوتبال، زاده ۱۹۲۴)
برتی دنیر (انگلیسی: Bertie Denyer؛ ۶ دسامبر ۱۹۲۴ – دسامبر ۲۰۱۵ (۹۰−۹۱ سال)) بازیکن فوتبال بود.
از باشگاه‌هایی که در آن بازی کرده‌است می‌توان به باشگاه فوتبال کاردیف سیتی اشاره کرد.